# Foxhall Parker Keene
Pour les articles homonymes, voir Keene.
Foxhall Parker Keene (San Francisco, Californie, 18 décembre 1867 - Ayer's Cliff, Québec,  25 septembre 1941) est un joueur de polo américain. En 1900, il remporte la médaille d'or en polo aux Jeux olympiques de Paris, avec l'équipe des Foxhunters Hurlingham.
Il participe ensuite comme pilote automobile au Paris-Berlin en 1901 et au Paris-Vienne en 1902 sur Mors (en compagnie de son compatriote William Kissam Vanderbilt II, également sur Mors), puis au Paris-Madrid en 1903, cette fois sur Mercedes. Sur ses terres (ayant séjourné durant l'enfance à Long Island), il pilote deux fois lors de la Coupe Vanderbilt, en 1905 et 1908 (accidents sur Mercedes, pour l'Allemagne).
Riche courtier de Wall Street, il se fait aussi connaître comme fabricant de vaisselle de table.

## Liens externes

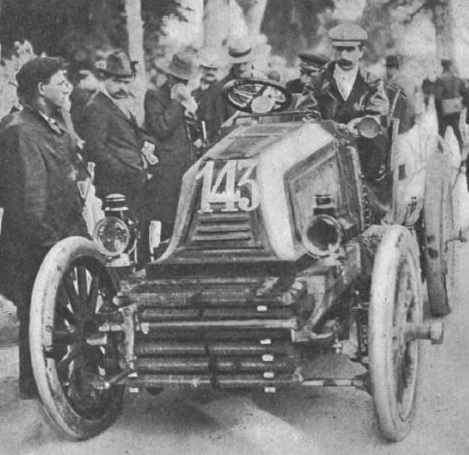
Foxhall Parker Keene au départ de Paris-Berlin 1901, sur Mors.

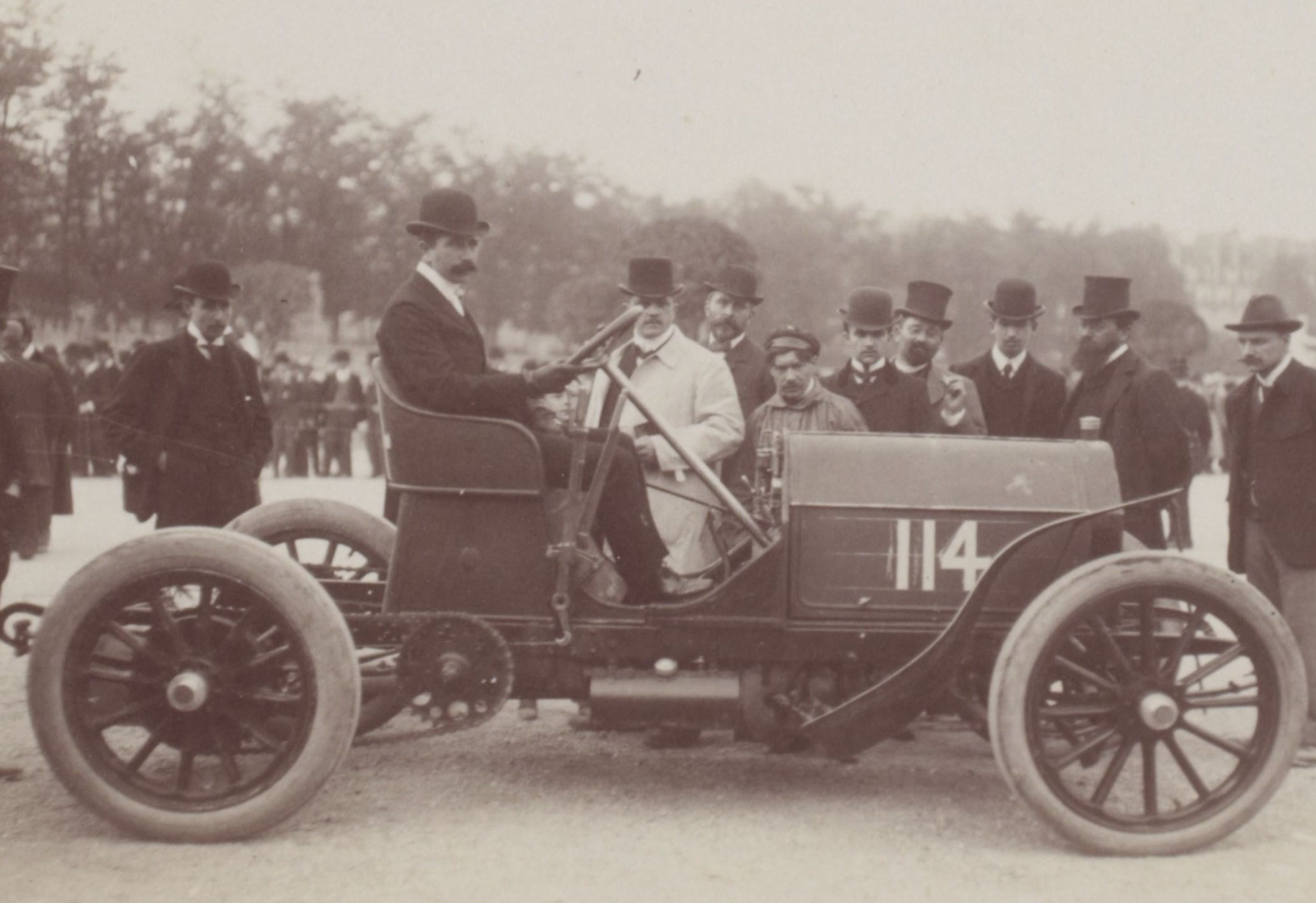
Foxhall Parker Keene au départ de Paris-Madrid 1903, sur Mercedes.